# Список іноземних добровольців, загиблих під час проведення АТО та ООС
У статті наведено перелік іноземних добровольців, загиблих під час проведення АТО та ООС  з 2014 року та до початку повно масштабного вторгнення Росії 24 лютого 2022 року. Після початку АТО згідно з рішенням Голови Верховної Ради Олександра Турчинова 12 квітня 2014 року на Донбасі іноземні волонтери та добровольці стали до лав ЗСУ та інших силових підрозділів, продовжили свою службу після оголошення президентом України Петром Порошенком початку Операції Об'єднаних Сил. У березні 2016 року Петро Порошенко підписав закон, який спростив надання громадянства іноземним добровольцям У статтю занесено іноземців, які до 20 лютого 2014 року (початку Кримської кризи) були громадянами іноземних держав.

## Список загиблих осіб в період проведення АТО на Донбасі 2014-2018

### 2014
|   | Прізвище та ім`я   | Про особу | Дата смерті    | Обставини загибелі |
| - | ------------------ | --- | -------------- | --- |
| 1 | Ящук Павло         | 47 років, Сортовала, Карелія, Росія. Закінчив вище училище МВС СРСР. Служив в елітному спецпідрозділі МВС СРСР та Росії «Витязь», з 1988-го року — краповий берет. Брав участь у багатьох секретних операціях в гарячих точках. Нагороджений численними радянськими орденами й медалями, у «Витязі» відслужив 20 років. Брав активну участь у подіях Революції Гідності, псевдо «Паша Московський». У часі війни — доброволець, командир взводу, 24-й батальйон територіальної оборони «Айдар», позивний «Мисливець». Отримав громадянство України навесні 2014 року. | 21 липня 2014  | Загинув на Луганському напрямі.                                                                                         |
| 2 | Грек Андрій        | 22 жовтня 1987, Москва, Росія. Позивний «Балаган». Боєць батальйону спецпризначення «Азов». Росіянин, вже 3 роки проживав в Україні (в Миколаєві), куди був змушений переїхати через політичні переслідування з боку спецслужб РФ. Учасник миколаївського руху ультрас. 29 червня 2016 р. нагороджений відзнакою «Народний Герой України» (посмертно). | 4 серпня 2014  | Загинув у бою за звільнення Мар'їнки на підходах до Донецька.                                                           |
| 3 | Паславський Марко  | 16 січня 1959, Нью-Йорк, США. Позивний «Франко». Рядовий резервного батальйону оперативного призначення «Донбас» Національної гвардії України. Етнічний українець. Випускник Військової Академії Вест-Пойнт, служив в армії США, офіцер. Останні 10 років мешкав в Україні, працював у Києві, потім в Маріуполі менеджером з продажу металопродукції за кордон. На Київщині заснував агрофірму «Росава-К», яка стала одним з найприбутковіших підприємств у районі. Був мільйонером. Брав активну участь в Революції Гідності. Щоб вступити в батальйон, у квітні прийняв українське громадянство. Після загибелі Марка, у лютому 2015 року його агрофірма була захоплена рейдерами. | 19 серпня 2014 | Загинув у бою під час звільнення Іловайська (Донецька область). Поховали Марка 26 серпня у Києві на Аскольдовій Могилі. |
| 4 | Григолашвілі Алєко | 2 лютого 1982, Кутаїсі, Грузія. Позивний «Чужий». Грузинський доброволець 24-го батальйону територіальної оборони «Айдар». У 2007—2008 роках служив у Збройних силах Грузії, учасник війни 2008 року. Останні три місяці перебував в Україні, де допомагав захищати суверенітет Народу України від окупантів та їх пособників. Залишилась дружина та 3-річна донька. | 18 грудня 2014 | Загинув біля міста Щастя                                                                                                |

### 2015
|    | Прізвище та ім`я    | Про особу | Дата смерті    | Обставини загибелі |
| -- | ------------------- | --- | -------------- | --- |
| 5  | Шьохолм Лео         | 23 липня 1983, Швеція. Позивний «Вікінг». Шведський доброволець, військовий інструктор Полку особливого призначення «Азов». Пройшов шлях воїна разом з «Азовом» від кінця літа, долучившись до захисту суверенітету Народу України від окупантів та їх пособників. | 8 січня 2015   | Загинув у автокатастрофі під час виконання бойового завдання під Бердянськом, від отриманих травм помер на місці.. |
| 6  | Сухіашвілі Тамаз    | 25 січня 1979, Хашурі, Грузія. Грузинський доброволець, воював разом із 93-ю окремою механізованою бригадою. Лейтенант армії Грузії, служив у Горійському загоні спеціального призначення. Брав участь у міжнародних миротворчих місіях в Іраку й Афганістані, у війні в Південній Осетії 2004 року, боровся проти російської агресії 2008 року. Добровольцем долучився до захисту суверенітету Народу України від окупантів та їх пособників. Залишилась дружина та двоє маленьких синів. | 17 січня 2015  | Загинув близько 18:00 у бою з російськими збройними формуваннями в районі Донецька під час виконання бойового завдання. 21 січня 2015 року бійця провели в останню путь в Києві на Майдані Незалежності. |
| 7  | Мунаєв Іса          | 20 травня 1965, Янді, Ачхой-Мартановський район, Чечня. Громадянин Данії. Чеченський доброволець, командир Міжнародного миротворчого батальйону імені Джохара Дудаєва. Бригадний генерал Збройних сил Чеченської Республіки Ічкерія. Учасник Першої та Другої чеченських воєн, міністр внутрішніх справ Ічкерії, військовий комендант Грозного (1999—2000). З літа перебував в Україні, де створив батальйон добровольців для захисту суверенітету Народу України від окупантів та їх пособників. | 1 лютого 2015  | Загинув вранці в бою з російськими збройними формуваннями в районі Чорнухине—Дебальцеве під час проведення бойової операції спільно із батальйоном Донбас.. |
| 8  | Полупанов Володимир | 38 років, Липовець, Україна. Після строкової був у лавах миротворчих сил у Іраку, згодом у «Французькому легіоні». 31 липня 2014-го добровільно прийшов до лав ЗСУ. Розвідник, 128-а окрема гірсько-піхотна бригада. Нагороджений орденом «За мужність» III ступеня (26.2.2015, посмертно). | 6 лютого 2015  | Загинув на Горлівському напрямі. |
| 9  | Гейнц Кіріл         | 12 квітня 1986, Росія. Позивний «Німець». Російський доброволець Батальйону МВС спеціального призначення «Свята Марія». Етнічний німець. Був талановитим електриком. Вступив до лав батальйону у вересні 2014 року, долучившись до захисту суверенітету Народу України від окупантів та їх пособників. | 10 лютого 2015 | Загинув у бою за Павлопіль на півдні Донецької області від кульового поранення. Після прощання в Маріуполі та у Києві воїна поховали на Софіївсько-Борщагівському кладовищі. |
| 10 | Джанелідзе Георгі   | 1974, Грузія. Позивний «Сатана». Грузинський доброволець, бойовий інструктор Полку особливого призначення «Азов», воював разом з українцями, долучившись до захисту суверенітету Народу України від окупантів та їх пособників. Раніше Георгій служив у батальйоні імені Гулуа, захищав Грузію від агресії Росії у російсько-грузинській війні 2008 року, потім переїхав до Туреччини, де проживав постійно. Після початку військового конфлікту на Донбасі приїхав в Україну добровольцем, навчав українських бійців. Залишилися дружина та троє дітей. Нагороджений медаллю УПЦ КП «За жертовність і любов до України» (посмертно).                                                                                            | 18 квітня 2015 | Загинув у бою з окупантами поблизу села Широкине. |
| 11 | Русаков Боріс       | 1981, 34 роки, Новосибірськ, Російська Федерація. Позивний «Ратибор». Командир мінометного взводу 2-ї сотні Полку особливого призначення «Азов» Національної гвардії України. Російський доброволець завжди повторював, що бореться не за мир, а за справедливість. Залишилися батьки, дружина та дві доньки. | 30 червня 2015 | 21 червня, під час обстрілу російсько-терористичними збройними формуваннями села Широкине (Донецька область), прикриваючи бійців, отримав осколкові поранення від 120-міліметрового снаряда. Від тяжких поранень помер у лікарні. На прощанні з Ратибором у Києві були присутні його батьки. Похований на Заєльцовському кладовищі Новосибірська. |
| 12 | Лашхіа Константіне  | 22 серпня 1978, Сухумі, Грузія. Позивний «Спартак». Грузинський доброволець, інструктор грузинського національного легіону Добровольчого Українського Корпусу «Правий сектор». Допомагав захищати суверенітет Народу України від окупантів та їх пособників, брав участь в обороні міста Маріуполя. Залишилися вагітна дружина й дитина. | 2 липня 2015   | Загинув унаслідок нещасного випадку, потонув у морі. Про трагедію повідомив голова Одеської ОДА Михаїл Саакашвілі 2 липня. |
| 13 | Черкашин Олександр  | 27 вересня 1982, Брест, Білорусь. Позивний «Тарас». Білоруський доброволець, боєць тактичної групи «Білорусь» 1-ї штурмової роти 5-го окремого батальйону Добровольчого Українського Корпусу «Правий сектор». Екс-голова брестської міської організації «Білоруська християнська демократія» (БХД), брав участь у ряді акцій демократичних сил і неодноразово затримувався міліцією Білорусі. Вчився у Херсоні на останньому курсі Християнського інституту, а на війні став капеланом. В ДУК воював з початку зими 2015 року, брав участь у боях за Донецький аеропорт, в селищі Піски, в районі Маріуполя. Став одним з героїв документальної стрічки «Білорус» режисера Антона Тележникова. Залишилися Батьки та двоє братів. | 26 серпня 2015 | Помер у Запорізькій лікарні від тяжких осколкових поранень, які отримав 10 серпня 2015 року в бою поблизу села Біла Кам'янка (Донецька область). Похований у Кам'яниці-Жировецькій під Брестом. |

### 2016
|    | Прізвище та ім`я               | Про особу | Дата смерті      | Обставини загибелі |
| -- | ------------------------------ | --- | ---------------- | --- |
| 14 | Сліпак Василь                  | 41 рік, Львів, Україна. Боєць 1-ї окремої штурмової роти Добровольчого Українського Корпусу «Правий сектор». Оперний співак (бас-баритон). З 1997 року по 2014 рік проживав у Франції. Як волонтер організації «Fraternité Ukrainienne/Українське братство», допомагав українським захисникам, познайомився з бійцями ДУК ПС, та згодом сам долучився до 7-го окремого батальйону ДУК. Влітку 2015 року воював у Пісках в районі Донецького аеропорту. Повернувшись з фронту, продовжив волонтерську діяльність, давав благодійні концерти в Українському центрі у Парижі, допомагав дітям-сиротам, які втратили батьків у війні. Влітку 2016 року знову поїхав на Донбас, повіз зібрану допомогу захисникам-добровольцям.                                                    | 29 червня 2016   | Загинув в Донецькій області.                                                                                               |
| 15 | Вишневецький Юрій              | 27 років, Латвія. Був успішним спортсменом, чемпіоном Латвії з вільної боротьби, брав участь у турнірах з боїв без правил. Виступав під прізвиськом "Слов'янин". Був бійцем полку "Азов". | 18 липня 2016    | Обставини загибелі невідомі.                                                                                               |
| 16 | Подаровський Олег              | 30 липня 1984, Брест, Білорусь. Позивний «Снежок». Мешкав у м. Дніпро. Парамедик окремого медичного батальйону «Госпітальєри» Української Добровольчої Армії. Працював менеджером в «Аквапромресурс» у Бересті. В батальйоні від самого початку, з 2014 року, виконував обов'язки парамедика і водія в Широкине. Мати живе в Білорусі. Тяжко захворів восени 2015 року, цілий рік боровся з недугою. | 3 листопада 2016 | Помер 3 листопада 2016 в лікарні міста Дніпро. Похований на Краснопільському кладовищі.                                    |
| 17 | Соломкін Віталій Олександрович | 1964, Росія. Позивний «Віттек». Військовослужбовець 54-ї окремої механізованої бригади, в/ч В2970. Мати Віталія родом з Житомирщини. За радянських часів служив у десантних військах. Значну частину життя прожив у Західній Європі. В липні 2015 року приїхав в Україну та приєднався до лав Добровольчого українського корпусу «Правий сектор». З жовтня 2015 по червень 2016 перебував на базі ПС «Чонгар» у рамках військово-політичної операції «Громадська блокада Криму». У червні перейшов до складу окремої тактичної групи ДУК ПС імені капітана Воловика, брав участь у бойових діях поблизу Авдіївки та Мар'їнки. Підписав контракт з 54 ОМБр ЗСУ на початку осені 2016 року. Мати давно померла, залишились лише далекі родичі. Колишня дружина мешкає в Москві. | 11 грудня 2016   | Загинув на «світлодарській дузі» від численних кульових поранень. Поховали Віталія на Краснопільському цвинтарі м. Дніпро. |

### 2017
|    | Прізвище та ім`я           | Про особу | Дата смерті    | Обставини загибелі |
| -- | -------------------------- | --- | -------------- | --- |
| 18 | Сіхарулідзе Давид          | 27 жовтня 1973, с. Супса, Гурія, Грузія. Мешкав у м. Тбілісі. Майор запасу ЗС Грузії. Молодший сержант, інструктор, командир відділення 1-ї штурмової роти 24 ОШБ «Айдар» 53 ОМБр. Учасник війни в Абхазії (1992—1993) та російсько-грузинської війни (2008). Закінчив військову академію Грузії та військове училище Бундесверу. У 2010—2014 був наставником у грузинському Національному тренувальному центрі «Крцанісі». 16.02.2014 звільнився в запас і приїхав в Україну, був інструктором, згодом підписав контракт. Залишилася дружина та двоє дітей. | 11 травня 2017 | Загинув від осколкового поранення у живіт внаслідок обстрілу поблизу с. Новолуганське (Бахмутський район Донецька область) на «Світлодарській дузі». Давида довезли до шпиталю, але він помер від поранення і втрати крові. Похований у рідному селі Супса. |
| 19 | Саралідзе Гіоргі           | 8 вересня 1977, Тбілісі, Грузія. Позивний «Гюрюза». Молодший сержант, старший навідник гранатометного відділення протитанкового взводу роти вогневої підтримки 42-го ОМПБ «Рух Опору» 57-ї ОМПБр. Підполковник грузинської армії. Брав участь у бойових діях під час грузино-абхазького конфлікту (1991 рік), в 13 років був у Легіоні грузинських соколів, в 14 — у Національній гвардії, де служив його батько, який загинув у бою 1992 року. Закінчив розвідувальний факультет військової академії у Тбілісі, згодом навчався на факультеті контррозвідки військової академії у Стамбулі. Учасник миротворчих місій НАТО в Афганістані та Іраку. У лавах грузинської армії захищав територіальну цілісність Грузії під час російсько-грузинської війни 2008 року, в Абхазії і Південній Осетії. З серпня 2014 — доброволець 2-ї роти полку спецпризначення «Азов», командир розвідгрупи, був важко поранений у боях за Широкине у квітні 2015. В травні 2016-го повернувся до війська, вступив на контрактну службу в ЗСУ, організував групу глибинної розвідки у 92-ій ОМБр з «азовців» та інших добровольців, — командир розвідвзводу 2-го мехбату. Восени 2017, коли 92-гу вивели з фронту на ротацію, з побратимами перевівся до 42-го батальйону і залишився на передовій. Залишились мати і дружина у Запоріжжі. | 31 жовтня 2017 | Загинув о 8:15 у боєзіткненні поблизу с-ща Опитне (Ясинуватський район). Похований у Запоріжжі на кладовищі Святого Миколая. |
| 20 | Матюхін Віктор Олексійович | 51 рік, Карагандська область, Казахстан. Навесні 2015 приїхав до України. Спочатку воював на Луганщині у складі батальйону «Свята Марія» в добровольчому формуванні спецпризначення «Вікінг», отримав звання капітана від МГО «Міжнародна Академія Козацтва». В ДУК з літа 2016, був найстаршим бійцем роти, мав величезний бойовий досвід. | 4 грудня 2017  | Загинув на Донецькому напрямі село Піски. |
| 21 | Нелк Джозеф Джей           | 21 рік, США. Нелк служив у 2 батальйоні 101 кавалерійського полку 27 піхотної бригади. Він був одним з 220 військовослужбовців нью-йоркської Нацгвардії, направлених до України у складі багатонаціональної групи інструкторів. Він був зарахований до складу Нацгвардії в березні 2015 року після того, як пройшов підготовку. На початку 2016 року він закінчив індивідуальне навчання і був призначений кавалерійським розвідником. | 10 грудня 2017 | На одній з вулиць Львова раптово помер. |

## Список загиблих в період проведення ООС на Донбасі 2018-2022

### 2018
|    | Прізвище та ім`я  | Про особу | Дата смерті     | Обставини загибелі |
| -- | ----------------- | --- | --------------- | --- |
| 22 | Безсмертний Артур | 12 жовтня 1984, Лієпая, Латвія. Позивний «Ронін». Солдат 72 ОМБр. Батько — українець з Царичанського району. Артур 3 роки відслужив у Латвійській армії. У 2015, приїхавши провідати могилу батька, залишився в Україні і став на її захист від російської збройної агресії. Воював у складі ДУК ПС — 5 окремий батальйон та окрема тактична група розвідки. З часом разом із побратимами з «вовків» ДУК вступив на контрактну службу в 54 ОМБр, 1-й батальйон, був переведений до взводу снайперів. Пройшов бої на Світлодарській дузі 2016—2017, брав участь у штурмі «Чарівного лісу». В травні 2018 перейшов до 72-ї бригади. В Латвії залишились мати і син.                                                                                  | 26 липня 2018   | Дістав смертельне поранення внаслідок спрацювання вибухового пристрою поблизу с-ща Новолуганське (Світлодарська дуга). Похований в с. Прядівка на Дніпропетровщині, біля могили батька.                                                                         |
| 23 | Бонен Барі        | 1982, Ізраїль. Екс-боєць спецзагону іноземної держави, прес-офіцер Грузинського легіону. Позивний «Борій». Волонтер. | 10 вересня 2018 | Знайдений у Києві з вогнепальним пораненням у голову на квартирі, яку винаймав. |
| 24 | Нерінг Сет        | 27.04.1974, Фресно, штат Каліфорнія, США. Мешкав у Ріно (Невада). Позивний «Джетро». Підполковник, пілот 144-го бойового крила Повітряних сил Національної гвардії Каліфорнії (CA ANG). На військовій службі з грудня 1994, був начальником екіпажу винищувача F-16, навчався в офіцерській школі та отримав посаду пілота. Літав на винищувачах F-16 Viper (2050 годин) та на F-15 Eagle (224 години). Мав понад 20 років досвіду роботи пілота у ВПС США та Національної повітряної гвардії Каліфорнії. Під час багатонаціональних навчань «Чисте небо — 2018» в Україні вперше був залучений до тренувань чи операцій закордоном. Загинув 16.10.2018 внаслідок катастрофи винищувача Су-27УБ, бортовий номер 70 («синій»), що належав 831 БрТА. | 16 жовтня 2018  | Авіакатастрофа сталася близько 17:00 під час виконання навчально-бойового польоту, поблизу с. Уланів Хмільницького району Вінницької області. Поховання 17.11.2018 на кладовищі м. Кловіс (округ Фресно, Каліфорнія). Залишились мати, батько і зведена сестра. |

### 2019
|    | Прізвище та ім`я   | Про особу | Дата смерті     | Обставини загибелі                                                                                   |
| -- | ------------------ | --- | --------------- | --- |
| 25 | Маркевич Володимир | 48 років, Розділ, Миколаївський район, Львівська область. Старший сержант, старший бойовий медик 1-ї роти 1-го мехбатальйону 24 ОМБр. Закінчив Бориславське медучилище. Близько 20 років жив у Білорусі, там мав сім'ю. З січня 2018, після розлучення мешкав у Старому Роздолі, працював фельдшером в Трускавці. 27.04.2018 підписав піврічний контракт на військову службу. В лютому 2019 знову уклав контракт і повернувся на фронт. | 22 березня 2019 | Загинув о 10:30 на спостережному посту біля с. Новомихайлівка (Мар'їнський район) від кулі снайпера. |

### 2020
|    | Прізвище та ім`я | Про особу | Дата смерті   | Обставини загибелі |
| -- | ---------------- | --- | ------------- | --- |
| 26 | Ілін Микола      | 23 квітня 1984, Могильов, Білорусь. Громадянин Естонії. В Україні мешкав у м. Біла Церква Київська область. Сержант, військовий медик 137 ОБМП 35 ОБрМП. Емігрував в Естонію, де жив кілька років, займався проведенням екскурсій, працював таксистом та на інших роботах. Вільно володів кількома мовами. Маючи друзів серед українських волонтерів, вирішив стати на захист України та вступив на військову службу за контрактом. У вільний час проводив курси з тактичної медицини серед бійців свого підрозділу. Навесні 2020 із бригадою вирушив на чергову ротацію на фронт. Залишились батьки. | 13 липня 2020 | Підірвався на забороненій конвенцією протипіхотній міні на розтяжці. Після прощання у Києві тіло кремували на Байковому кладовищі, щоб за заповітом Миколи розвіяти прах над трьома країнами: Україною, Білоруссю та Естонією. |

### 2021
|    | Прізвище та ім`я | Про особу | Дата смерті    | Обставини загибелі |
| -- | ---------------- | --- | -------------- | --- |
| 27 | Шартава Давид    | 11.08.1975, м. Тбілісі, Грузія. Старший солдат, військовослужбовець 2 ОГШБ 128 ОГШБр, професійний військовий. Захищав Грузію ще в 2008 році під час російсько-грузинської війни, брав участь в миротворчих місіях в Іраку, Афганістані, всюди, куди послали військових із Грузії. З 2016 року захищав незалежність України на Донбасі у складі Грузинського національного легіону. В подальшому уклав контракт зі 128 ОГШБр. Залишилися дружина та два сини. | 18 квітня 2021 | Загинув у результаті ворожого обстрілу з автоматичних станкових гранатометів позицій українських захисників у районі відповідальності ОТУ «Схід» поблизу с. Широкиного. Похований на батьківщині, в Тбілісі. |

## Список загиблих бійців за країнами
Станом на 23 лютого 2022 року
| №  | Країна    | Кількість |
| -- | --------- | --------- |
| 1  | Грузія    | 7         |
| 2  | Росія     | 5         |
| 3  | Білорусь  | 3         |
| 4  | США       | 3         |
| 5  | Франція   | 2         |
| 6  | Латвія    | 2         |
| 7  | Естонія   | 1         |
| 8  | Данія     | 1         |
| 9  | Ізраїль   | 1         |
| 10 | Казахстан | 1         |
| 11 | Швеція    | 1         |
|    | Всього    | 27        |